# Juha Heinonen
Juha Heinonen (* 23. Juli 1960 in Toivakka; † 30. Oktober 2007 in Ann Arbor) war ein finnischer Mathematiker.

## Leben
Heinonen wuchs als Sohn eines Holzfällers und Lokalpolitikers in einer kleinen Stadt in Zentralfinnland auf. Er studierte an der Universität Jyväskylä Mathematik und wurde dort 1987 bei Olli Martio promoviert. Ab 1988 war er Assistant Professor an der University of Michigan, wo er schon 1985 als Gaststudent war. 1992 wurde er Associate Professor und 2000 Professor. 2004 bis 2007 war er stellvertretender Leiter der Graduate Studies für Mathematik. Er war unter anderem Gastwissenschaftler in Bonn, Barcelona, Nowosibirsk, am IHES und am Mittag-Leffler-Institut (1990).
Heinonen war ein führender Vertreter aus der traditionsreichen finnischen Schule der geometrischen Funktionentheorie (mit Vertretern wie zum Beispiel Rolf Nevanlinna, Olli Lehto, Lars Ahlfors), die an der University of Michigan durch Frederick Gehring vertreten war. Er befasste sich zum Beispiel mit quasikonformen Abbildungen und Strukturen. Unter dem Einfluss von Dennis Sullivan wandte er sich abstrakteren Fragen der Analysis zu und war einer der Begründer der Analysis in metrischen Räumen als Erweiterung der Analysis auf Räume, in denen nicht von vornherein eine stetige Grundstruktur vorgegeben ist. Dabei wird die Lipschitz-Stetigkeit und die geometrische Theorie abstrakter Sobolew-Räume verwendet. Er publizierte mehr als 60 wissenschaftliche Arbeiten und zwei Bücher.
2002 war er Invited Speaker auf dem Internationalen Mathematikerkongress in Peking (The branch set of a quasireglar mapping). 2004 wurde er in die Finnische Akademie der Wissenschaften aufgenommen. 1992 wurde er Sloan Research Fellow.
Er war seit 1991 mit der Mathematikerin Karen Smith verheiratet, mit der er drei Kinder hatte. In Finnland war er 1976 Landesmeister im Cross Country Skilanglauf über 5000 m. 2000 gewann er die US-Goldmedaille im Orientierungslauf. Er starb in den USA an Nierenkrebs.

## Schriften
- T. Kilpeläinen, O. Martio Nonlinear potential theory of degenerate elliptic functions, Oxford University Press 1993, Dover 2006
- Analysis on metric spaces, Springer, Universitext 2001
- Nonsmooth calculus, Bulletin AMS, Band 44, 2007, S. 163–232, Online
- What is a quasiconformal mapping? Notices AMS, 2006, Nr. 11, PDF